# Valdemanco
Valdemanco é um município da Espanha na província e comunidade autónoma de Madrid, de área 17,58 km² com população de 898 habitantes (2007) e densidade populacional de 42,03 hab/km².

## Demografia
| Variação demográfica do município entre 1991 e 2004 | Variação demográfica do município entre 1991 e 2004 | Variação demográfica do município entre 1991 e 2004 | Variação demográfica do município entre 1991 e 2004 |
| --------------------------------------------------- | --------------------------------------------------- | --------------------------------------------------- | --------------------------------------------------- |
| 1991                                                | 1996                                                | 2001                                                | 2004                                                |
| 487                                                 | 515                                                 | 533                                                 | 736                                                 |